# Station Stara Wieś
Station Stara Wieś is een spoorwegstation in de Poolse plaats Stara Wieś.